# سيناماري
سيناماري (بالإنجليزية: Sinnamary)‏ هي إحدى بلديات دائرة كايين بغويانا الفرنسية.

## أعلام
- جان كلود دارتشفيل